# Komary (obwód twerski)
Komary (ros. Комары) – wieś (dieriewnia) w Rosji, w obwodzie twerskim, w rejonie bielskim. W 2010 liczyła 196 mieszkańców.